# Norbergs köping
Denna artikel handlar om den tidigare kommunen Norbergs köping. För orten se Norberg. För kommunen, se Norbergs kommun.
Norbergs köping var en tidigare kommun i Västmanlands län.

## Administrativ historik
Norbergs köping bildades genom en ombildning av Norbergs landskommun 1952 där Norbergs municipalsamhälle inrättas 30 september 1889. 1971 uppgick köpingen i den nybildade Norbergs kommun.
Köpingen ingick i Norbergs församling.

## Kommunvapen
Blasonering: I blått fält tre vänsterhalvor av liljor, silver, bildande en triangel med spetsen uppåt; däröver en ginstam av silver, vari ett blått järnmärke. 
Järnmärket syftar på ortens järnhantering; de tre halva liljorna var Engelbrekts vapen. Vapnet fastställdes för landskommunen 1949, fördes av köpingen från 1952 och registrerades för kommunen 1974.

## Geografi
Norbergs köping omfattade den 1 januari 1952 en areal av 311,42 km², varav 289,85 km² land.

### Tätorter i köpingen 1960
I Norbergs köping fanns tätorten Norberg som hade 5 605 invånare den 1 november 1960. Tätortsgraden i köpingen var då 80,0 procent.

## Politik

### Mandatfördelning i valen 1954-1966
|  | 21 |  | 3 | 2 |

| 24 | 4 |

|  | 20 |  | 3 | 3 |

| 25 |

| 2 | 20 |  | 3 | 2 |

| 25 |

| 3 | 18 | 2 | 3 | 2 |

| 25 |